# 星际家族之安全少年团
《星际家族之安全少年团》（韓語：우당탕탕 은하안전단）是2021年韩国与中国联合制作的以外太空旅行为题材的电视动画作品，由MARO STUDIO负责动画的制作。该动画是为纪念同社制作的另一部动画《奔跑吧爱酷》放送开始十周年为契机而制作。
该作先在2021年2月22日在中国大陆公开，3月4日开始在韩国教育放送第1频道早间时段播映，分兩季放送。第二季于2021年8月30日开始播出。

## 剧情梗概
由来自地球的人类团长想想同五位变形机器人而组成的最后一支安全救援队伍，为了最终夺得星际安全徽章，乘坐飞船去前往号称宇宙中最危险的行星「杂乱星球」。在杂乱星球中，难免会有一些危险的安全事故在发生。在危急关头，这些机器人团员们能够简单应对，同时还让这个星球上的它们讲解一些实用的安全知识。
该作与2011年放送的前作作品之间仅从人物上有不少相同点，例如杂乱星球的国王邋遢王的外形就与前作的主人公爱酷有一些区别。在该作第二季中，还将追加两个机器人角色。